# Amand von Kuenburg
Amand von Kuenburg (9. února 1809 – 24. března 1886) byl rakouský a český soudce a politik německé národnosti, v 2. polovině 19. století poslanec Říšské rady a zemský hejtman Slezska.

## Biografie
Působil v soudnictví. Nastoupil jako tajemník na zemský soud v Praze, kde se vypracoval na radu vrchního zemského soudu. Později pracoval u vrchního soudního dvora. V červnu 1866 byl jmenován prezidentem zemského soudu v Opavě.
V zemských volbách v roce 1861 byl zvolen za poslance Slezského zemského sněmu. Zemský sněm ho roku 1861 delegoval i do Říšské rady (tehdy ještě volené nepřímo) za kurii velkostatkářskou. Opětovně byl zemským sněmem do vídeňského parlamentu vyslán roku 1867 a 1870. K roku 1861 se uvádí jako rada vrchního zemského soudu a statkář, bytem v Praze.
V období let 1865–1886 zastával funkci zemského hejtmana Slezska.
Zemřel v březnu 1886. Pohřeb se konal v Opavě. Tělo zesnulého pak bylo uloženo do rodinné hrobky v Branticích.
V politice byl činný i jeho syn Gandolph von Kuenburg (1841–1921).